# 布洛永弗伦岛

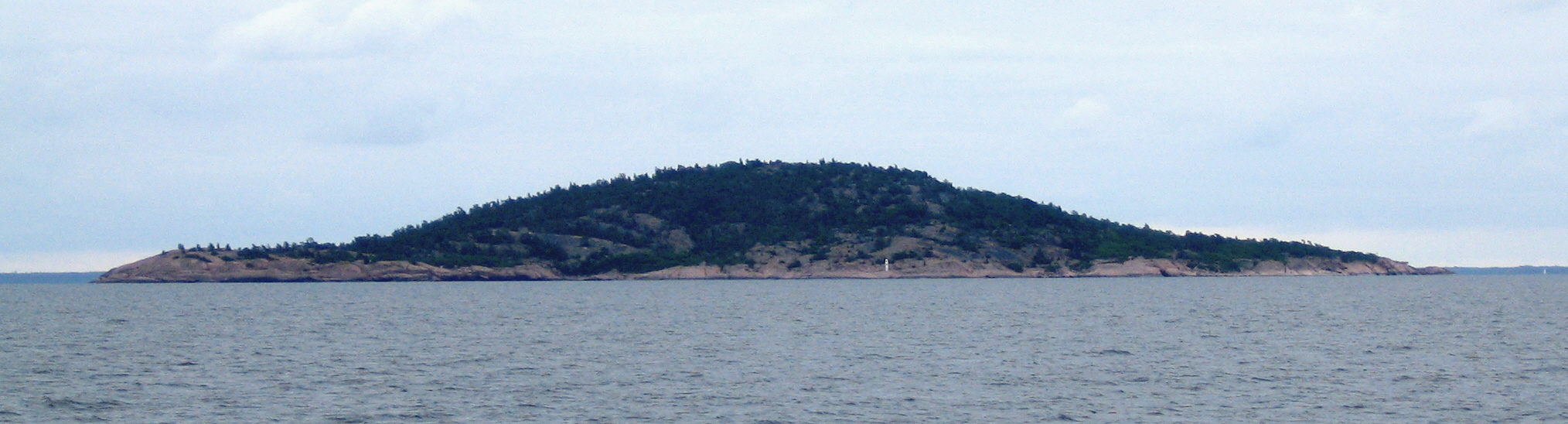
布洛永弗伦岛

布洛永弗伦岛（瑞典語：Blå Jungfrun，意为“蓝色处女”）是位於瑞典波羅的海的一個島嶼。布洛永弗伦岛是一個無人島，面積0.7 km2（0.27 sq mi），島上平均高度是86米（282英尺）。岛上建有同名国家公园。